# Chiesa di San Giovanni Battista (Vittorio Veneto)
La chiesa di San Giovanni Battista è un edificio sacro di Vittorio Veneto, situato a Serravalle.

## Storia
La chiesa del Battista fu edificata nel 1367 nell'area a nord della rocca di Serravalle e divenne sede dei Frati Minori Conventuali. Nel secondo XV secolo fu ampliata e abbellita con affreschi, che nel XVII secolo, in occasione di una pestilenza, furono coperti da uno strato di calce.
Nel 1769 l'ordine religioso fu soppresso e sostituito, solo nel 1895 dai Padri Barnabiti, fino al 1912. Nel 1920 subentrarono i Frati Carmelitani, che vi restarono per tutto il secolo.
Nel 1944 furono scoperti i preziosi affreschi delle cappelle di sinistra, restaurati una prima volta nel 1949-50, una seconda negli anni 1990; nel secondo Novecento furono aggiunti il mosaico della lunetta del portale e le attuali vetrate del rosone e delle finestre.
Nel 2004 i Carmelitani hanno lasciato il convento, che è diventato, dopo essere stato da essi acquistato, sede del Centro di Solidarietà Ceis e della Fondazione Progetto Uomo.

## Descrizione

### Esterni
La facciata a capanna, in stile romanico, è aperta da un rosone quattrocentesco a cinque lobi, da un portale rettangolare della stessa epoca e sovrastato da una lunetta contenente un mosaico novecentesco con San Giovanni Battista, infine da una coppia per lato di alte monofore; la sommità è percorsa da un cornicione e sovrastata da tre piccoli pinnacoli.
A sud, adiacente al lato destro della chiesa, c'è il convento dei Carmelitani, elegante struttura risalente al secondo Trecento, con facciata in bugnato con dipinti in alto 14 stemmi (1922); dentro è presente il chiostro di origine quattrocentesca, con colonne ottagonali di ordine corinzio.
Dietro si erge il campanile romanico, datato 1427, struttura romanica con la cella campanaria aperta da bifore, terminante in una piccola cupola seicentesca di forma ottagonale e aperta su quattro lati da monofore a tutto sesto.

### Interni
All'interno la chiesa è ricca di opere d'arte accumulatesi nei secoli, dislocate nei quattro ambienti: la navata centrale, le due cappelle di sinistra, le due cappelle di destra e il coro.

#### Parte sinistra

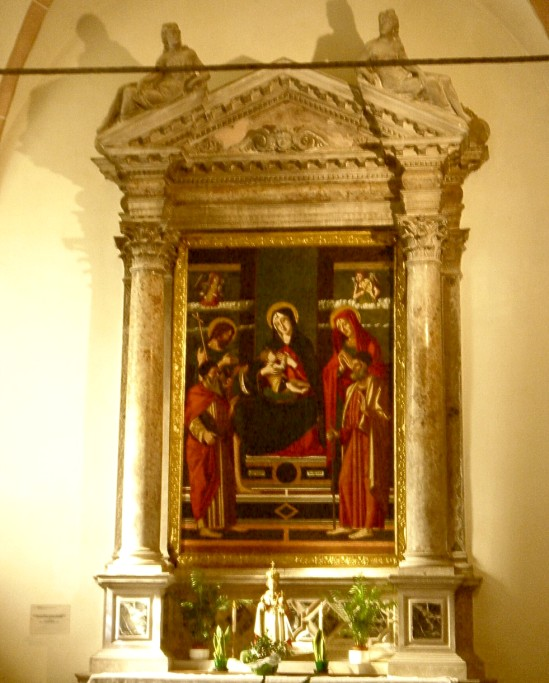
Pala di Jacopo da Valenza

A sinistra dell'ingresso ci sono un affresco con Madonna col Bambino, della fine del XV secolo, opera di Matteo Cesa, e una tela tardo seicentesca di Gaspare Fiorentino rappresentante Adorazione dei Magi.
Nella prima cappella di sinistra è conservato un altare con la pala di Jacopo da Valenza Madonna col Bambino tra i santi Giuseppe, Giovanni Battista, Gioacchino e Anna, del 1502; nella seconda cappella sono appesi alla parete Stimmate di San Francesco d'Assisi di anonimo cinquecentesco, San Rocco e Madonna della Salute del Frigimelica del 1607 e San Bernardino da Siena tra i santi Girolamo Emiliani, Gaetano da Thiene, Pietro d'Alcantara e Leonardo da Limoges; accanto ad essi un altare con Sant'Antonio da Padova del Frigimelica.
Nella navata centrale la parete sinistra è abbellita da tre ante d'organo dipinte anch'esse da Francesco Frigimelica: Sant'Antonio da Padova, San Giovanni Battista e San Francesco d'Assisi; la quarta anta si trova sulla parete opposta, a destra, dove è dislocato l'organo, e rappresenta San Nicola da Bari.

#### Altare
L'altare maggiore è del XVII secolo in marmo di Carrara e in stile barocco; esso si pone al centro di un ambiente le cui pareti laterali sono coperte da due grandi tele di Agostino Ridolfi: Giudizio Universale (1688, a destra) e Diluvio Universale (1689, a sinistra), inserite in cornici lignee del Brustolon; dietro, nell'abside di forma eptagonale, è collocata la pala di Francesco da Milano Battesimo di Cristo con santi Giovanni Battista, Francesco d'Assisi e Antonio da Padova, olio su tavola risalente al 1529.

#### Parte destra

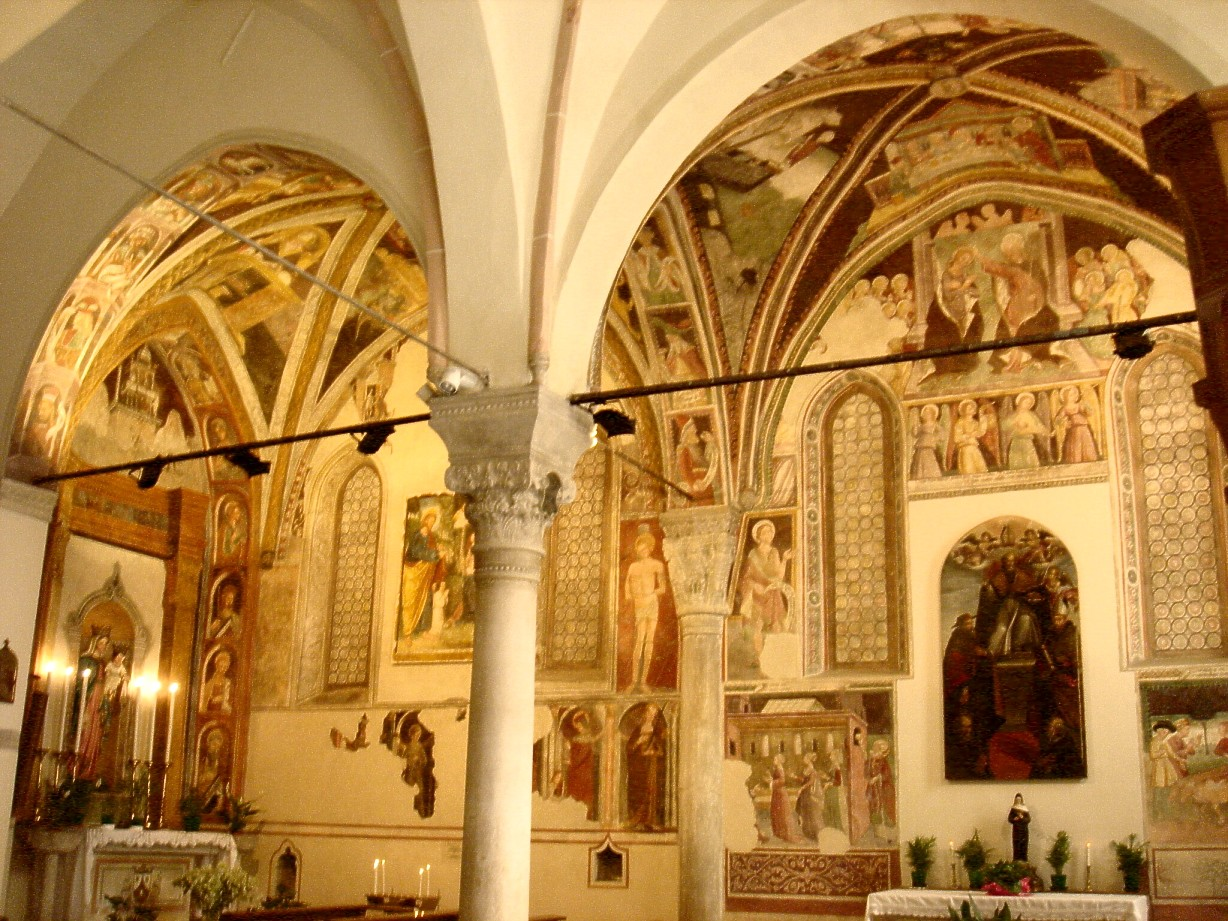
Gli affreschi: a sinistra la cappella Sanfiori, a destra la cappella Galletti con affreschi con episodi della vita di San Nicola (1460 - 1470) di artista anonimo e la pala del Frigimelica

A destra si trovano i dipinti di maggiore rilevanza storica, ossia gli affreschi quattrocenteschi rispettivamente della cappelle Galletti e della cappella Sanfiori.
Nella prima (voluta dalla nobile famiglia locale dei Galletti) sono affreschi con episodi della vita di San Nicola, opere realizzate tra 1460 e 1470 da artista anonimo. Tra gli affreschi è inserita una tela del 1607 di Francesco Frigimelica con San Nicola da Bari coi santi Bonaventura e Ludovico da Tolosa e il committente Manenti da Gabbiano.
Nella seconda cappella (voluta dalla nobile famiglia locale dei Sanfiori) sono affrescate figure composite, tra le quali i padri della Chiesa, dei profeti e i dodici apostoli: queste opere sono attribuite ad Antonio Zago, documentato nell'area tra 1482 e 1507. Inserito tra gli affreschi quattrocenteschi, un affresco cinquecentesco proveniente dal chiostro annesso alla chiesa, lavoro di Francesco da Milano rappresentante Sacra Famiglia.